# Hermann Kind
Hermann Franz Georg Kind (* 5. Dezember 1858 in Fulda; † 14. Juni 1927 ebenda) war ein deutscher Arzt und Abgeordneter des Provinziallandtages der preußischen Provinz Hessen-Nassau.

## Leben
Kind wurde als Sohn des Arztes Peter Franz Kind und dessen Gemahlin Barbara Josepha Linz geboren. Nach dem Abitur am Gymnasium Fulda studierte er Medizin an den Universitäten in Würzburg, Straßburg und Leipzig, wo er am 17. Juni 1882 zum Dr. med. promovierte. Seit 1875 gehörte er der Burschenschaft Cimbria Würzburg an. Seinen Militärdienst als Einjährig-Freiwilliger leistete er in seinem Heimatort, wo er von Juli 1882 bis Juni 1883 als Volontärarzt im Landeskrankenhaus beschäftigt war. Nach fünfjähriger Tätigkeit als praktischer Arzt wurde er am 3. September 1889 zum Wundarzt bestallt. Kind betätigte sich politisch und wurde im November 1899 Fuldaer Stadtverordneter. 1903 erhielt er ein Mandat für den 44. Kurhessischen Kommunallandtag des preußischen Regierungsbezirks Kassel, aus dessen Mitte er zum Abgeordneten des Provinziallandtages der Provinz Hessen-Nassau bestimmt wurde.

## Auszeichnungen
- Geheimer Sanitätsrat